# Marcação (náutica)
Marcação é o ângulo horizontal entre uma direção de referência e a linha que une o navio a um outro objeto.
A marcação verdadeira é o angulo horizontal entre o norte verdadeiro e a linha que une o navio ao objeto marcado, medido de 000° a 360° no sentido dos ponteiros do relógio. O azimute é uma marcação verdadeira.
A marcação relativa é o ângulo horizontal entre a linha de proa de um navio a linha que une o navio a um outro objeto.